# (I Like) The Way You Love Me
Az (I Like) The Way You Love Me Michael Jackson amerikai énekes dala, amely Michael című posztumusz albuma negyedik kislemezeként jelent meg, 2011-ben, Koreában Olaszországban és Kínában. A dal a korábban a The Ultimate Collection  box seten 2004-ben megjelent The Way You Love Me című dal remixelt változata.

## Háttere és megjelentetése
A dalt Jackson 2000 és 2004 közt szerezte és énekelte fel. Ez a változat került fel a The Ultimate Collection albumra 2004-ben. 2010-ben Theron "Neff-U" Feemster remixelte a Michael albumhoz. „Michael elmondta nekem, milyen fontos dolog ajándékot adni a világnak, olyan dalokat adni nekik, amik örökre emlékezetesek. Ennek a dalnak egy korai változata jelent meg, vissza akart térni hozzá, hogy kibontakoztassa, mert mindenben a tökéletességre törekedett, és semmit nem tartott késznek, amíg nem olyan jó, hogy mosolyogjon és táncoljon tőle. Olyan volt, mint nézni egy virág szirmainak nyílását tavasszal” – mondta Neff-U.
A remix elején egy telefonos üzenet hallható, melyben Jackson a dalról beszél Brad Buxernek, elénekli a refrént és leírja a dobok elrendezését. A dalhoz több vokált adtak a remixelés során. A ritmus más, cintányérra és tapsra redukálták, a dallamot zongorán adják elő, a végén az „ó-ó” hangok folyamatosan emelkednek, több mint fél oktávval, majd visszatér a refrén. Egyes kritikusok szerint a felvételt digitálisan manipulálták.

## Fogadtatása
A dal a kritikusoktól nagyrészt kedvező fogadtatásban részesült. Leah Greenblatt az Entertainment Weeklytől „édes dallamú szerenádnak” nevezte. Joe Vogel, a The Huffington Post munkatársa dicsérte Neff-U produkcióját, és azt írta a dalról: „az új változat megőrzi az eredeti báját, de friss elemeket is ad hozzá, új zongoradallamot, basszust, húros hangszereket és hangeffektusokat”. Jason Lipshutz, Gail Mitchell és Gary Graff a Billboard magazintól úgy tartják, a dal „egyszerű vázlata végül boldog szerelmes dallá alakult a rétegezett vokálokkal és gyengéd dobütésekkel”. Kitty Empire azt írta róla a The Observerben, hogy a könnyed dalban „Jackson őszintén gondtalannak hangzik”.
Negatív kritikát Dan Martin, az NME munkatársa írt, aki szerint a dal „unalmas, közepes tempójú R&B”.

## Közreműködők
- Michael Jackson: zeneszerző, szövegíró, producer, énekes, háttérvokálok, beatbox
- Theron "Neff-U" Feemster: producer, elrendezés, programozás
- William C. Champlin: zongora
- Michael Durham Prince: háttérvokálok
- James Murray, Charlie Hanes, Tim Roberts: hangmérnökök
- Serban Ghenea: keverés
- Erick Donell Walls: gitár
- Joe Corcoran, James Porte: dobok
- Paulinho da Costa: ritmusgitár

## Helyezések
A dal a 86. helyen nyitott az olasz rádiós slágerlistán 2011. július 17-én. Más jelentősebb slágerlistára nem került fel.
| Slágerlista (2011)          | Legmagasabb helyezés |
| --------------------------- | -------------------- |
| Olaszország Airplay Top 100 | 64                   |

## Megjelenési dátumok
| Régió       | Dátum            | Formátum       |
| ----------- | ---------------- | -------------- |
| Korea       | 2011. január 18. | letöltés       |
| Olaszország | 2011. július 8.  | rádiós játszás |
| Kína        | 2011. július 27. | rádiós játszás |